# Three Cheers for Sweet Revenge
Three Cheers for Sweet Revenge – druga płyta studyjna amerykańskiego zespołu My Chemical Romance. Jest to pierwszy album zespołu wydany przez wytwórnię Reprise Records. Po raz ostatni na płycie zagrał pierwszy perkusista zespołu, Matt Pelissier, zastąpiony po wydaniu albumu przez Boba Bryara. Zarówno płyta, jak i singel ją promujący (piosenka „I’m Not OK (I Promise)”) zyskały dużą popularność wśród fanów muzyki punkrockowej na świecie. Jeszcze większy sukces odniósł drugi singel zawierający piosenkę „Helena”. Na albumie odnaleźć można hołd składany wielu zespołom, głównie Iron Maiden i The Misfits. Gościnnie na płycie pojawił się Bert McCracken w piosence You Know What They Do to Guys Like Us in Prison. Okładkę płyty zaprojektował wokalista zespołu, Gerard Way, który jest z wykształcenia grafikiem. Album w Stanach Zjednoczonych rozszedł się w 3 milionach kopii i pokrył się potrójną platyną. 6 czerwca 2025 roku ukazała się reedycja albumu, zawierająca zremasterowane wersje oryginalnych albumów oraz 4 archiwalne występy z BBC Radio 1.

## Lista utworów
Opracowano na podstawie materiałów źródłowych:.
| Nr  | Tytuł utworu                                      | Długość |
| --- | ------------------------------------------------- | ------- |
| 1.  | „Helena”                                          | 3:22    |
| 2.  | „Give 'Em Hell, Kid”                              | 2:18    |
| 3.  | „To the End”                                      | 3:01    |
| 4.  | „You Know What They Do to Guys Like Us in Prison” | 2:53    |
| 5.  | „I’m Not Okay (I Promise)”                        | 3:08    |
| 6.  | „The Ghost of You”                                | 4:06    |
| 7.  | „The Jetset Life Is Gonna Kill You”               | 3:37    |
| 8.  | „Interlude”                                       | 0:57    |
| 9.  | „Thank You for the Venom”                         | 3:41    |
| 10. | „Hang 'em High”                                   | 2:47    |
| 11. | „It’s Not a Fashion Statement, It’s a Deathwish”  | 3:30    |
| 12. | „Cemetery Drive”                                  | 3:08    |
| 13. | „I Never Told You What I Do for a Living”         | 3:51    |
|     |                                                   | 40:19   |

| Tylko wydanie japońskie | Tylko wydanie japońskie   | Tylko wydanie japońskie |
| Nr                      | Tytuł utworu              | Długość                 |
| ----------------------- | ------------------------- | ----------------------- |
| 1.                      | „Bury Me in Black (Demo)” | 2:37                    |

## Single
Opracowano na podstawie materiału źródłowego.
- „I'm Not Okay (I Promise)” (13 września 2004)
- „Thank You for the Venom” (13 grudnia 2004)
- „Helena” (2005)
- „The Ghost of You” (2005)